# Jacques Wirtz
Jacques Wirtz (* 31. Dezember 1924 in Schoten; † 21. Juli 2018) war ein belgischer Landschaftsarchitekt.

## Ausbildung
Jacques Wirtz studierte an der Tuinbouwschool in Vilvoorde Landschaftsarchitektur und Gartenbau. Anschließend gründete er 1957 Wirtz Tuinarchitectuur, seit 1989: Wirtz International Landscape Architects.

## Werk
Zu seinen Werken zählen (Auswahl):
- Belgischer Pavillon auf der Weltausstellung in Osaka (1970)
- Umgestaltung der Gärten des Élysée-Palastes, Paris, unter Präsident François Mitterrand (1981–1995)
- Neuanlage des Jardin du Carrousel et des Tuileries, Paris (1990–1995)
- Jubilee-Park der Canary Wharf, London (2002)
- Zahlreiche Privatgärten in Europa, Amerika und Japan